# فهرست مجلات در مقدونیه شمالی
این فهرستی از مجلات و روزنامه‌های منتشر شده در مقدونیه شمالی است.
- اتو پلاس
- دن (روزنامه)
- دنویک
- اکران
- امیتر
- فوکوس
- فروم (مجله مقدونیه)
- کاپیتال (روزنامه)[۱]
- مقدونیه ورزشی
- مقدونسکو سونس
- مالد بورک
- ناش ونسیک
- نزاویسن ونسیک
- نوا مقدونیه
- اوستن
- پلوشتاد
- رپابلیکا
- شپیک
- اسلوبودن پچات[۲]
- تی مدرنا
- وسنیک
- وکر
- وست
- ورمه